# 大西小西
大西 小西（おおにし こにし、10月20日 - ）は、日本の元俳優、元子役。男性。東京都新宿区出身。旧芸名及び本名は大西 良和（おおにし よしまさ）。以前はX-QUESTに所属していた。
2018年から映像コンテンツ権利処理機構に連絡のとれない権利者として掲載されている。

## 出演作品

### 舞台
- 森の風子
- 狼少女ダルマ〜日出処の天女
- バレンタイン☆キッス
- 終わらない僕たちの夜
- 前橋市立南高校演劇部〜嫌われミツバチの一生〜
- 私を土星に連れてって!
- エロドラマ
- 剣狼-KENROH-
- EVE-歴史の傍観者-
- 色彩組曲Remix-超伝導ヘキサゴン-
- イヌのチカラ
- 鬼と悪魔のファンタジー
- ショート・パッケージ
- 金と銀の鬼
- 夢の中からこんにちわ

### テレビドラマ
- 池中玄太80キロIII - 楠太樹 役
- サントリードラマスペシャル 失われた時の流れを - 勝 役
- 風流太平記「密命」
- 君が海に帰る日 - カイジ 役
- 特警ウインスペクター - 相川優樹 役
- 特救指令ソルブレイン - 一条アキラ 役
- 翔ぶが如く - 大久保伸熊 役
- カミング・ホーム - 城田恭太 役
- 好きやねん父ちゃん2
- 好きやねん父ちゃん3

### ゲーム
- ファイナルファンタジーIV（DS版） - 土のスカルミリョーネ/シドの弟子/兵士役
- LORD of VERMILION ARENA - 土のスカルミリョーネ